# Polissena Ruffo
Polissena Ruffo (1400 – Cariati, 17 luglio 1420) è stata una nobile italiana, 1ª principessa di Rossano e contessa di Corigliano e Montalto.

## Biografia
Polissena Ruffo nacque nel 1400 da Carlo Ruffo e Ceccarella Sanseverino. I Ruffo, divisi in vari rami, erano feudatari di vari territori del Regno di Napoli che si estendevano dall'odierna Calabria alla Basilicata. I matrimoni dei Ruffo avvenivano solo su consenso reale. Polissena e la sua sorella minore Covella, duchessa di Sessa, erano eredi dei Ruffo di Montalto.
La regina del Regno di Napoli Giovanna II d'Angiò-Durazzo diede autorizzazione per dare in sposa Polissena al cavaliere francese e gran siniscalco del Regno Giacomo di Mailly, facente parte del seguito di suo marito Giacomo II di Borbone-La Marche. Lo sposo però morì due anni dopo il matrimonio.
Nel 1417 Giovanna rese principato il feudo di Rossano concedendolo a Polissena, divenuta così 1ª principessa di Rossano. Già nel 1414 Giovanna le aveva concesso in eredità i territori del defunto padre Carlo Ruffo.
Il 23 ottobre 1418 a Rossano Polissena fu maritata al figlio di Muzio Attendolo Sforza, il diciassettenne e futuro duca di Milano Francesco Sforza. La sposa gli portò in dote i territori di Paola, il principato di Rossano, Calimera, Caccuri, Montalto, Policastro ed altri feudi che furono affidati all'amministrazione di Angelo Simonetta, il cui nipote Cicco sarebbe diventato, nell'ordine, segretario di Francesco Sforza, Galeazzo Maria Sforza e Bona di Savoia.
Polissena diede alla luce nel 1419 una bambina, Antonia Polissena, che morì l'anno dopo assieme alla madre. Entrambe forse furono avvelenate. La scomparsa di Polissena, nel 1420, fu all'epoca attribuita ad avvelenamento ad opera di uno degli zii.

## Ascendenza
|                                    |                    |                        | Genitori            |  |  | Nonni |  |  | Bisnonni    |  |  | Trisnonni      |  |
|                                    |                    |                        |                     |  |  |       |  |  | Carlo Ruffo |  |  | Giovanni Ruffo |  |
|                                    |                    |                        |                     |  |  |       |  |  | Carlo Ruffo |  |  | Giovanni Ruffo |  |
|                                    |                    | ?                      |                     |  |  |       |  |  | Carlo Ruffo |  |  |                |  |
| Antonio Ruffo                      |                    |                        |                     |  |  |       |  |  | Carlo Ruffo |  |  |                |  |
|                                    |                    | Giovanna Sanseverino   | Roberto Sanseverino |  |  |       |  |  |             |  |  |                |  |
|                                    |                    | Giovanna Sanseverino   | Roberto Sanseverino |  |  |       |  |  |             |  |  |                |  |
|                                    |                    | Giovanna Sanseverino   | Jacopa di Bosco     |  |  |       |  |  |             |  |  |                |  |
| Carlo Ruffo                        |                    | Giovanna Sanseverino   |                     |  |  |       |  |  |             |  |  |                |  |
|                                    |                    | Enrico Sanseverino     | Ruggero Sanseverino |  |  |       |  |  |             |  |  |                |  |
|                                    |                    | Enrico Sanseverino     | Ruggero Sanseverino |  |  |       |  |  |             |  |  |                |  |
|                                    |                    | Enrico Sanseverino     | Giovanna d'Aquino   |  |  |       |  |  |             |  |  |                |  |
| Giovanna "Giovannella" Sanseverino |                    | Enrico Sanseverino     |                     |  |  |       |  |  |             |  |  |                |  |
|                                    |                    | ?                      | ?                   |  |  |       |  |  |             |  |  |                |  |
|                                    |                    | ?                      | ?                   |  |  |       |  |  |             |  |  |                |  |
|                                    |                    | ?                      | ?                   |  |  |       |  |  |             |  |  |                |  |
| Polissena Ruffo                    |                    | ?                      |                     |  |  |       |  |  |             |  |  |                |  |
|                                    | Jacopo Sanseverino | Tommaso Sanseverino    |                     |  |  |       |  |  |             |  |  |                |  |
|                                    | Jacopo Sanseverino | Tommaso Sanseverino    |                     |  |  |       |  |  |             |  |  |                |  |
|                                    | Jacopo Sanseverino | Sveva d'Avezzano       |                     |  |  |       |  |  |             |  |  |                |  |
| Ugo Sanseverino                    | Jacopo Sanseverino |                        |                     |  |  |       |  |  |             |  |  |                |  |
|                                    |                    | Margherita Chiaramonte | ?                   |  |  |       |  |  |             |  |  |                |  |
|                                    |                    | Margherita Chiaramonte | ?                   |  |  |       |  |  |             |  |  |                |  |
|                                    |                    | Margherita Chiaramonte | ?                   |  |  |       |  |  |             |  |  |                |  |
| Ceccarella Sanseverino             |                    | Margherita Chiaramonte |                     |  |  |       |  |  |             |  |  |                |  |
|                                    |                    | ?                      | ?                   |  |  |       |  |  |             |  |  |                |  |
|                                    |                    | ?                      | ?                   |  |  |       |  |  |             |  |  |                |  |
|                                    |                    | ?                      | ?                   |  |  |       |  |  |             |  |  |                |  |
| ?                                  |                    | ?                      |                     |  |  |       |  |  |             |  |  |                |  |
|                                    |                    | ?                      | ?                   |  |  |       |  |  |             |  |  |                |  |
|                                    |                    | ?                      | ?                   |  |  |       |  |  |             |  |  |                |  |
|                                    |                    | ?                      | ?                   |  |  |       |  |  |             |  |  |                |  |
|                                    |                    | ?                      |                     |  |  |       |  |  |             |  |  |                |  |

## Discendenza
Polissena Ruffo si sposò con il cavaliere francese e gran siniscalco del Regno di Napoli Giacomo di Mailly. Rimasta vedova, si risposò il 23 ottobre 1418 con il futuro duca di Milano Francesco Sforza, da cui ebbe una figlia, Antonia Polissena Sforza, morta giovanissima probabilmente per avvelenamento.